# Skyblasters
Skyblasters is een in 1984 opgerichte Belgische  reggaeband. De band treedt anno 2017 akoestisch op in een kleinere bezetting.

## Geschiedenis
Skyblasters werd in 1984 opgericht  in Gent. De eerst twee jaar waren er veel muzikantenwissels. Uiteindelijk bleven Patrick De Witte en Edward Buadee (Ghana) als enigen over. Ze omringden zich met Gentse muzikanten, onder wie "Prince Far Out" (ragga-dub-toaster), Peter Heylbroeck (gitaar, componist), Jacky De Clerck (bas), Johan Heyerick (keyboards) en Yves Devleesschauwer (gitaar, componist), aangevuld met een blazerssectie. Het uiteindelijk twaalfkoppig collectief werd rond 1986 met hun combinatie van reggae en popmuziek populairder in Gent.
De eerste vinylsingles (Trip Into The Past en Moving People) brachten de band in beeld bij organisatoren van concerten en festivals in Vlaanderen. De band trad op tijdens Gentse Feesten, Pukkelpop, Lokerse Feesten, Sfinks Festival, Seaside Festival, Sjock Festival en Mano Mundo. Op 10 oktober 1986 werd een uitverkocht concert in de Gentse Vooruit opgenomen. Deze opname verscheen in mei 1987 onder de titel The Dirty Dozen is Alive and Well, kortweg Skyblasters Live. De track Johnny B. Goode (een cover van Chuck Berry in de bestaande reggaeversie van Peter Tosh) werd als single uitgebracht. Skyblasters zetten hiermee de stap naar de Belgische nationale radio en tv.
In 1988 verscheen Livin’ in Limbo als eerste studioalbum. De uitgetrokken single Fallen Flowers haalde de nationale radio, maar vooral de openingstrack Bolero (naar de compositie van Ravel) die overgaat in Kill Our Pain kreeg belangstelling in de media. Kort voor de aanvang van een Europese promotoer werd Joris Angenon als nieuwe vaste sologitarist aangesteld ter vervanging van Yves Devleesschauwer, die kampte met gezondheidsproblemen. Skyblasters deelde op diverse festivals het podium met namen zoals The Wailers, Black Uhuru, Working Week en Aswad. In 1989 verscheen de derde lp, Crossing The Line. De band ging opnieuw Europees toeren.
De geplande Braziliaanse toer van 1990 werd wegens financiële redenen geschrapt. Kort daarna kondigden Skyblasters aan ermee op te houden. De band viel uiteen.
In 2005 hield het collectief een korte reünietoer en verscheen Now and Then, een verzamel-cd met hun bekendste nummers, aangevuld met enkele nieuwe songs. Skyblasters nam hiermee definitief afscheid van het publiek.
Op 19 februari 2013 overleed medeoprichter/drummer Patrick De Witte. Enkele resterende leden van Skyblasters brachten een unplugged miniconcert tijdens de tribute-avond op 1 maart 2014 in Vooruit Gent, zonder vervangende drummer op het podium, maar met versterking van Martijn Bal op cajón. Dit concert leidde tot een herstart, zij het in een kleinere bezetting en in een akoestische formule. De band kwam opnieuw in de belangstelling en bracht ter gelegenheid van het 30-jarig jubilee van het eerste livealbum in eigen beheer een tweede livealbum uit in de akoestische formule.

## Discografie

### Albums
- The Dirty Dozen Is Alive and Well (Skyblasters live), 1987
- Livin' In Limbo, 1988
- Crossing The Line, 1989
- Now and Then, 2005
- 30 years live - Acoustic Bootleg power, 2017

### 7" Singles
- Trip Into The Past / Pusher Man, 1986
- Moving People / Moving People (dub version), 1986
- Johnny B. Goode / Mother Land, 1987
- Don't Leave Me On A Sunday / Do It On A Monday (Don't Leave Me On A Sunday dub version), 1987
- Fallen Flowers / In This Life, 1988
- From Now On / Make Me Feel So Hot / Chains & Walls, 1988
- Sad Song / Sad Song (dub version), 1989
- Centerfold Blues / Walkman Man, 1989
- A New Dream / Soul Finger (promo-copy), 2005

### 12" Singles
- Trip Into The Past (Special 12 inch Rambo dance mix) / Trip Into The Past (original) / Pusher Man, 1986
- Moving People (long version) / Moving People (original) / Moving People (dub version), 1986
- Bolero / Kill Our Pain / From Now On / Make Me Feel So Hot / Rhythm Junkie, 1988

### Tracks op compilaties
- Moving People op Belgian hits, 1986
- Centerfold Blues op 16 Belgian popsongs, 1991
- Johnny B Goode op Het beste uit de Belpop van (1987), 2005
- Trip Into The Past op Eigen Kweek - 30 jaar Studio Brussel, 2013